# I Got Nerve
«I Got Nerve» —en español: «Tengo valor»— es una canción de la cantautora y actriz estadounidense Miley Cyrus acreditada a su personaje Hannah Montana —el alter ego de Miley Stewart— que interpreta en la serie de televisión de Disney Channel Hannah Montana. «I Got Nerve» fue escrita por Jennie Lurie, Ken Hauptman y Aruna Abrams, y producida por Antonina Armato y Tim James. La canción fue enviada a Radio Disney como promoción de la serie y su primera banda sonora, Hannah Montana (2006).
En los Estados Unidos, la canción alcanzó el puesto 67 en el Billboard Hot 100 y dentro del top 60 en el Pop 100 la semana del 11 de noviembre de 2006. Su aparición en el Billboard Hot 100 convirtió a Cyrus en el primer acto en tener seis canciones debutando en la lista en la misma semana. La canción también recibió la certificación de oro de la Recording Industry Association of America (RIAA) en marzo de 2023. Se utilizó como vídeo musical de «I Got Nerve» a partir de imágenes de un concierto de Radio Disney de Montana.

## Antecedentes y composición
1. ↑  «Billboard Hot 100™». Billboard (en inglés estadounidense). 11-11-2006. Consultado el 25 de febrero de 2025.

Escrita por Jennie Lurie, Ken Hauptman y Aruna Abrams, y producido por Antonina Armato y Tim James, «I Got Nerve» dura tres minutos y cuatro segundos.
Una versión de karaoke aparece en Disney's Karaoke Series: Hannah Montana (2007).

## Lista de canciones
1. «I Got Nerve»
2. «Best of Both Worlds» (live music video)
3. Radio Disney Exclusive Interview

## Posicionamiento en listas
| País (Lista 2006)                   | Mejor posición | Ref   |
| ----------------------------------- | -------------- | ----- |
| Estados Unidos (Billboard Hot 100)  | 67             | [ 3 ] |
| Estados Unidos (Digital Song Sales) | 31             | [ 4 ] |
| Estados Unidos (Pop 100)            | 51             |       |

## Certificaciones
| País (Organismo certificador) | Certificaciones | Ventas certificadas | Ref.  |
| ----------------------------- | --------------- | ------------------- | ----- |
| Estados Unidos (RIAA)         | Oro             | 500 000             | [ 5 ] |